# のりノリ天国
のりノリ天国（のりのりてんごく）は、サンテレビで1996年10月から2003年3月まで関西ローカルで放送された土曜深夜アダルトバラエティ枠の深夜番組である。KBS京都など、一部の独立UHF局でも放送されていた。後番組は『夜美女』。

## 概要
放送と人権等権利に関する委員会機構・略称BRO（現：放送倫理・番組向上機構・略称BPO）に「過激すぎる」「下品」など苦情が寄せられていた。
また、この番組を最後に三重テレビは、サンテレビアダルトバラエティ枠のネットを打ち切った（途中打ち切り）。
CM前にはのり天GO GO HEAVENと表記。

## 出演

### 主要メンバー

#### 司会
- 西川のりお

#### 出演AV女優
- 三咲まお
- 天宮かのん
- 鮎川あみ
- 北村うるか
- 吉川みなみ
- 宮澤ゆうな

#### 不定期出演
- しましまんず
- メッセンジャー
- ケンドーコバヤシ
- へびいちご
- 河本準一（次長課長）
- ユウキロック（ハリガネロック）他

## コーナー
- AVはまかせなさい
- あかひげせんせいこんにちわ
- 爆々ビデオメイキング
- のり天ニュースファイル
- 男一匹！口説き番外地
- おんなのこのための写真講座
- 克弥のビューティースクール
- 杏里ちゃんの私のビデオ買って
- AV WONDERLAND
- うわさのナイトゾロゾロ
- 友里ちゃんのセクシー講座
- クイズどこがどう？
- ドキドキ官能タイム
- あかひげザンゲ道場
- こちらポラポラ研究所
- 今週のおすすめ！&名作ビデオ
- バクシーシ山下のお家で楽しむ感悩講座
- あかひげむりやり相談
- チチリンピック
- 秘密のお部屋
- セクシー女優の告白
- カップルでセクシーゲーム（モストデンジャラスコンビ時代のケンドーコバヤシがコーナー司会で一時期出演していた）
- 真木いづみの愛のプルプル講座
- 来週の運勢
- おやすみエクササイズ

## スタッフ
- 構成：明石緑郎
- ディレクター：側原哲朗、山崎友也
- TD：西中聡
- CAM：新井聡、永井猛
- AUD：桐山謙
- VE：廣瀬公一
- 照明：エル
- 編集：チョコボール中村、イジリーかなもと
- MA：ぱいなっぷる中村、苔ティッシュおがわ
- メイク：IZUMI
- 美術：ふるたいむ
- スタイリスト：Dカップ清水
- 音効：プロデューサー剛(MEW)
- キャスティング協力：和田誠子(h.m.p)、石川浩太郎(メディアジャック)
- 協力：吉本興業、h.m.p、SANYNET
- 監修：厨子忠純
- AE：花岡桂介(サンテレビジョン)
- 制作協力： BROADCASTING MOVIES PRODUCTION
- プロデューサー：森茂紀(サンテレビ)、玉巻辰弥(ダイフク企画)、山内薫(メディアQuest)
- 企画：ダイフク企画
- 制作：メディアQuest
- 制作著作：サンテレビジョン

### 過去のスタッフ
- ディレクター：太田茂憲
- AE：福島敬（サンテレビジョン）
- 技術：テークワン
- 美術：グー
- 編集・ME：OVC
- 音効：音響企画
- メイク：武田明美
- スタイリスト：宮武悦子(オフィスシーワー)
- 制作：メディアステーション